# Aleksei Andreyevich Berdnikov
Aleksei Andreyevich Berdnikov (tiếng Nga: Алексей Андреевич Бердников; sinh ngày 30 tháng 3 năm 1996) là một cầu thủ bóng đá người Nga. Anh thi đấu cho F.K. Volgar Astrakhan.

## Sự nghiệp câu lạc bộ
Anh ra mắt chuyên nghiệp tại Giải bóng đá chuyên nghiệp quốc gia Nga cho F.K. Dynamo GTS Stavropol vào ngày 20 tháng 8 năm 2014 trong trận đấu với FC Astrakhan.